# 愛蘭教會
愛蘭長老教會，是位於南投縣埔里鎮的基督長老教會，原名為烏牛欄基督長老教會，創立於1871年，信徒以巴宰族為主。1871年，愛蘭地區建立了一座茅屋作為禮拜聚會所。到了1873年，教士會派遣李庥牧師（Rev. Hugh Ritchie）到此，興建了第一座正式的禮拜堂。隨著信徒人數不斷增加，禮拜堂空間不足，同年設立了大湳與牛眠兩地作為分支會堂。1880年，教士會再派施大闢牧師（Rev. David Smith）擔任監工，重建第二座禮拜堂。此堂在戰爭期間因需翻修屋頂，但遭警察當局禁止，最終於1942年被拆除。1945年，羅文福牧師建造了一座木造臨時禮拜堂，並於1956年在趙信恩傳道師的主持下，使用磚瓦重建了第三座禮拜堂，延續信仰傳統至今，1971年，適逢愛蘭教會設教一百週年。為慶祝這一重要里程碑，教會進行全面改建，包括修繕聖殿及擴建主日學、幼稚園教室、牧師館和圍牆等設施，全部採用磚造建築，使教會煥然一新，展現出新氣象。

## 歷史沿革
愛蘭教會設立於1871年(清同治十年)，其前身為「烏牛欄禮拜堂」，此禮拜堂由英國基督長老教會台南教士會派與牧師李庥協助創建。在漢文文化的衝擊下，基督教信仰減緩了巴宰族漢化的腳步，時至今日，仍有巴宰族裔能流利使用巴宰語，並以教會羅馬字作為語言學習的重要工具之一，展現了其深遠的影響力，埔里也因此成為基督教在中部的傳教基地。 除李庥外，甘為霖、巴克禮等人皆曾擔任該教堂的施洗牧師。:106

## 歷任牧師[6]
| 任期     | 姓名   | 任派 |
| -------- | ------ | ---- |
| 第一任   | 曾持衡 | 聘任 |
| 第二任   | 吳天賜 | 派任 |
| 第三任   | 施 坦  | 派任 |
| 第四任   | 羅文福 | 派任 |
| 第五任   | 簡皆得 | 派任 |
| 第六任   | 周燕全 | 派任 |
| 第七任   | 趙信恩 | 派任 |
| 第八任   | 謝多果 | 派任 |
| 第九任   | 潘聰傑 | 派任 |
| 第十任   | 盧文獻 | 派任 |
| 第十一任 | 潘聰傑 | 派任 |
| 第十二任 | 陳哲男 | 派任 |
| 第十三任 | 羅仁貴 | 派任 |
| 第十四任 | 陳清恩 | 派任 |